# 朝本浩文
朝本 浩文（あさもと ひろふみ、1963年11月20日 - 2016年11月30日）は、音楽プロデューサー、作曲家、編曲家、DJ。福岡県北九州市出身。

## プロフィール
1985年、AUTO-MODにキーボーディストとして参加。
1986年に、こだま和文、屋敷豪太が在籍していたダブ・バンド"MUTE BEAT"にキーボーディストとして参加。同時にセッション・ミュージシャンとしてTHE MODS、THE ROOSTERS、GO-BANG'S等にも関わる。1989年にMUTE BEATを脱退。1991年にRam Jam Worldを結成。
その後、UAを始めとして数々のアーティストの作品を手掛け、音楽プロデューサーとしても活動。沢田研二、THE BOOMのライブツアーにもキーボーディストとして参加。その後、Ram Jam Worldは実質活動休止中となったが、KAMのメンバーとして活動を続け、三宿WEBにて不定期でDJを行っていた。
2014年9月11日の夜、自宅近くを自転車で走行中に転倒。頭部を骨折し、以来意識不明の状態が続いていることが報じられた。その後は一度も意識を回復することなく、2016年11月30日、死去。53歳没。

## ディスコグラフィー

### アルバム

#### Dr.Echo-logic 名義
- Grand Gallery JAPAN presents PIANO×DUB（2008年11月5日）
- CYCLE OF BIRHTH（2010年7月7日）

#### 朝本浩文 名義
- SONG BOOK DUB（2013年4月10日）

## 主なプロデュース作品

### UA
- 「太陽手に月は心の両手に」
- 「情熱」
- 「雲がちぎれる時」
- 「甘い運命」
- 「悲しみジョニー」
- 「ミルクティー」
- 「数え足りない夜の足音」
- 「スカートの砂」

### Sugar Soul
- 「悲しみの花に」
- 「ナミビア」
- 「いいよ」

### THE BOOM
- 「月さえも眠る夜」（1993年4月21日）
- 「帰ろうかな」（1994年10月21日）
- 「手紙」（1995年12月13日）

### Bahashishi
- 「オアシス」（2007年9月5日）

### ZEPPET STORE
- 「ROSE」
- 「もっともっと」
- 「遠くまで」

### THE YELLOW MONKEY
- 「バラ色の日々」
- 「聖なる海とサンシャイン」

### 20th Century
- 「Start me up」

### 和田アキ子
- 「REACH OUT」アニメ『勝負師伝説 哲也』主題歌

### その他のアーティスト
- 沢田研二
- bonobos
- SILVA
- PUSHIM
- SAKURA
- 広末涼子
- 佐藤聖子
- 吉川ひなの
- 安達祐実
- 細川ふみえ
- 梶谷美由紀
- 市井由理
- 大山百合香
- 深田恭子
- 松澤由美
- KAT
- Itsco
- AUTO-MOD
- 電気グルーヴ
- acid android
- YOU
- Miho
- 中森明菜
- 宝生舞

## 音楽担当作品

### 映画
- オールナイトロング2（1995）
- 閉じる日（2000）
- ひまわり（2000）
- 贅沢な骨（2001）
- パレード（2010）

### テレビ番組
- ヤン坊ニン坊トン坊（1995）
- FiVE（1997）